# Bildmuseet
Bildmuseet är en svensk statligt ägd konsthall för internationell samtidskonst och visuell kultur i Umeå.
Bildmuseet grundades 1981 av Umeå universitet, då med tanken att konst ur statens konstsamlingar, t.ex. Moderna museet, Nationalmuseum eller Östasiatiska museet, också skulle kunna visas i norra Sverige. Satsningen präglades av rådande kulturpolitik, som bland annat betonade önskemålet att ”ge människor möjligheter till egen skapande verksamhet”, ”motverka kommersialismens negativa verkningar” och ”hänsyn till eftersatta gruppers erfarenheter och behov”.
Under åren har inriktningen ändrats och verksamheten vuxit, och idag är Bildmuseet en av Sveriges största konsthallar för samtida konst och producerar egna utställningar i samarbete med konstnärer, konstinstitutitioner och universitetet över hela världen. Vid sidan om samtidskonsten presenterar Bildmuseet ibland historiska återblickar, fotografi, arkitektur och formgivning.
Bildmuseets utställningar presenterar internationellt framstående konstnärer, filmare, fotografer och designer, som t.ex. Walid Raad , Zineb Sedira , Tracey Rose , Mario Merz , Dayanita Singh , Agnès Varda , Felice Varini , Joan Jonas , Isaac Julien , Stan Douglas , Leonor Fini , Rafel Lozano-Hemmer , Julio Le Parc , John Akomfrah , Charles och Ray Eames , Jumana Emil Abboud  och Ana Mendieta .

## Lokaler

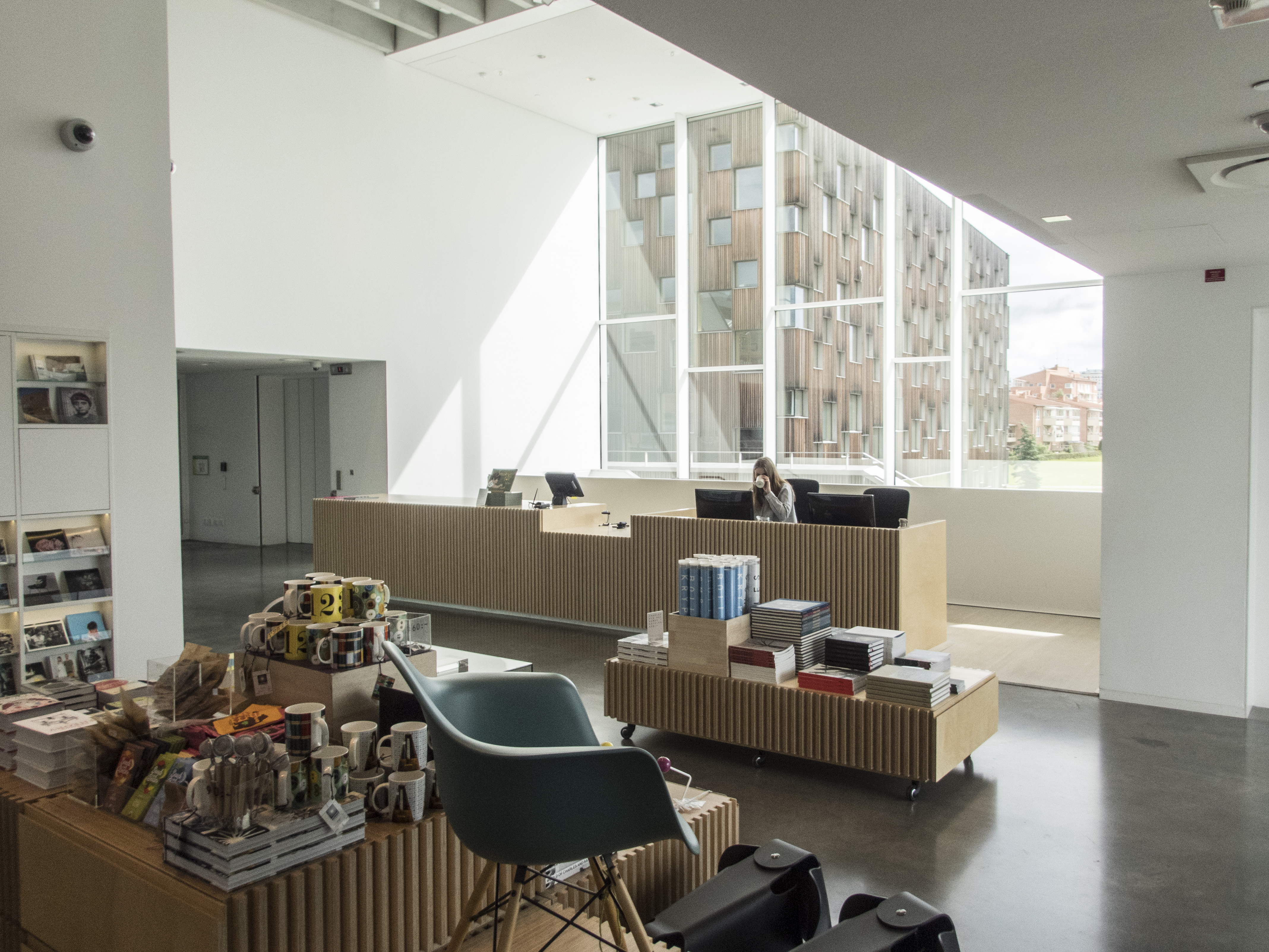
Interiör

Åren 1981–2011 var Bildmuseet lokaliserat till friluftsområdet Gammlia, i en nyuppförd byggnad intill Västerbottens museum. År 1994 byggdes Bildmuseet ut till sex utställningshallar och en sammanlagd yta på 1 200 kvadratmeter.

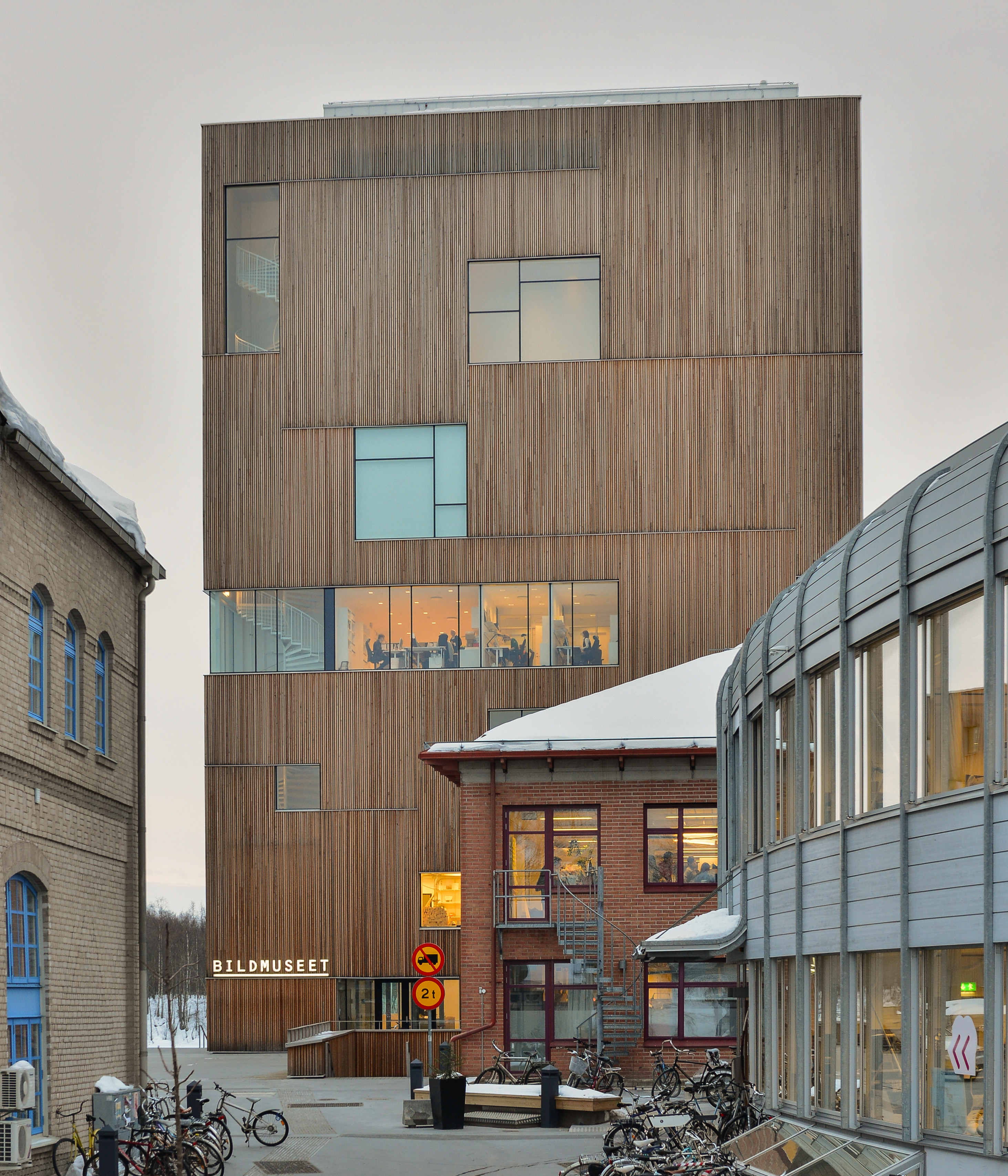
Bildmuseet, i centrum av Konstnärligt campus.

I juni 2012 flyttade Bildmuseet in i en ny museibyggnad på Konstnärligt campus, ritad av Henning Larsen Architects i samarbete med White arkitekter i Umeå. Det nya Bildmuseet är en 36 meter hög byggnad i sju plan inklusive suterrängvåning, vars tre största utställningssalar har 5,5 meters takhöjd och fyller var sitt våningsplan. Fasaden är klädd med panel av sibirisk lärkträ, ett träslag som med tiden bleknar till ljust silvergrått. Fasaden har stora, olikformade och oregelbundet placerade, fönster. Bildmuseet har listats av The Telegraph som ett av världens vackraste museer.
Byggnadens två översta våningar fylls av två massiva utställningssalar på vardera 325 kvadratmeter och med 5,5 meters takhöjd. På den fjärde våningen finns en utställningssal på 70 kvadratmeter samt kontor för Bildmuseets personal, medan den tredje våningen fylls av ytterligare en stor utställningshall på 325 kvadratmeter. På andra våningen finns en mindre utställningsyta på 40 kvadrat, en publik bildverkstad där besökare kan skapa själva, samt bakom kulisserna Bildmuseets verkstad för utställningsproduktion. De två nedersta våningarna har entré, reception, museibutik samt en utfällbar hall på 125 kvadratmeter och 6,5 meters takhöjd som används för utställningar, evenemang, filmvisning eller konferenser. Invid den finns kafé och restaurang.

## Utmärkelser
Bildmuseet nominerades i november 2013 av European Museum Forum som ett av tre museer till Europarådets pris the Council of Europe Museum Prize 2014 I mars 2014 nominerades Bildmuseet som ett av tre museer till Årets museum 2014.. I maj samma år fick Bildmuseet som första svenska museum sedan Tom Tits 2006 ett hederspris, ett speciellt omnämnande, i European Museum Forums tävling European Museum of the Year Award 2014. Juryns omdöme löd: För skapandet av ett modernt och innovativt museum som erbjuder dynamisk utställningskontinuitet och en permanent platform för europeisk och global kulturell kunskap och mångfacetterad interkulturell dialog. Huvudpriset gick till Museum of Innocence i Istanbul.
Hösten 2017 listades Bildmuseet – tillsammans med danska Louisiana det enda från Norden – som ett av "42 museer du måste besöka under ditt liv" av den brittiska tidningen The Telegraph.